# Rue Jean-Vallier
La rue Jean-Vallier est une rue du 7e arrondissement de Lyon en France.

## Description
Longue de 350 mètres et d'orientation est-ouest, elle s'étend de l'avenue Jean Jaurès à l'ouest jusqu'à la rue de Gerland, à l'est. Son nom est un hommage à Jean Vallier, horloger lyonnais du XVIIe siècle.

## Histoire
Le 11 mai 2022 au matin, une fusillade au AK-47 fait un mort à l'angle de la rue Jean Vallier et de l'avenue Jean Jaurès.